# بزرگراه ۷ آسیا
بزرگراه ۷ آسیا (انگلیسی: AH7) مسیری در شبکه بزرگراه‌های آسیایی است. این بزرگراه مجموعاً ۵۸۶۸ کیلومتر (۳۶۴۶ مایل) طول و از یکاترینبورگ روسیه تا کراچی پاکستان ادامه دارد. این بزرگراه از روسیه، قزاقستان، قرقیزستان، ازبکستان، تاجیکستان، افغانستان و پاکستان می‌گذرد.
این بزرگراه حدود ۱۰۰ کیلومتر با بزرگراه ۵ آسیا در بین مرکه در قزاقستان و قره‌بالته در قرقیزستان مشترک است. در کابل افغانستان بزرگراه ۷ آسیا قطع می‌شود و با بزرگراه ۱ آسیا به شهر قندهار می‌رسد و از این جا بزرگراه ۷ آسیا مسیر خود را به سمت پاکستان از سر می‌گیرد. 
طبق کتابچه راهنمای پروژه بزرگراه آسیایی در سال ۲۰۰۲ تقریباً کل مسیر آسفالت شده است. تنها ۷۲ کیلومتر در قرقیزستان و یک مسیر ۸۳ کیلومتر در تاجیکستان آسفالت نشده است. از سال ۲۰۱۷، کل مسیر در قرقیزستان آسفالت شده است.
بزرگراه AH7 (N25 - شبکه‌های جاده‌ای پاکستان) از چمن وارد پاکستان می‌شود و از قیلا عبدالله، کویته، ماستونگ، کلات، خوزدار، یوتال، گوت حسین و هاب می‌گذرد و به کراچی ختم می‌شود. 